# Yuzhnoukrainsk
Yuzhnoukrainsk (tiếng Ukraina: Ржноукраїнськ) là một thành phố của Ukraina. Thành phố này thuộc tỉnh Mykolaiv. Thành phố này có diện tích ? km2, dân số theo điều tra dân số năm 2001 là 38206 người.